# Stephanosporaceae
Stephanosporaceae is een familie van schimmels uit de orde Agaricales. Soorten in de familie, zijn bekend uit Eurazië en Nieuw-Zeeland en groeien op de grond met rottend hout of plantenresten. Volgens Index Fungorum bevat de familie acht geslachten en 35 soorten. Stephanosporaceae is beschreven door de mycologen Franz Oberwinkler en Egon Horak en werd voor het eerst geldig gepubliceerd in 1979.

## Geslachten
De volgende negen geslachten behoren tot de familie:
- Athelidium
- Cristinia
- Cyanobasidium
- Lindtneria
- Mayamontana
- Mycolindtneria
- Stephanospora
- Sulphurina